# 波伊马河
波伊馬河，1972年前稱為阿吉密河（Адими），是俄羅斯遠東濱海邊疆區哈桑区的河流，源起采伐木材山，河道全長44公里，流域面積274平方公里，最終注入彼得大帝灣的巴克蘭灣。河附近是著名的度假胜地，每年夏季数万人来到这里度假。